# Highland (Town, Iowa County)
Die Town of Highland ist eine von 14 Towns im Iowa County im US-amerikanischen Bundesstaat Wisconsin. Im Jahr 2010 hatte die Town of Highland 750 Einwohner.
Town hat in Wisconsin eine grundlegend andere Bedeutung, als im übrigen englischsprachigen Bereich. Vielmehr entspricht sie den in den anderen US-Bundesstaaten üblichen Townships, die nach dem County die nächstkleinere Verwaltungseinheit bilden.
Das Gebiet der Town of Highland ist Bestandteil der Metropolregion Madison.

## Geografie
Die Town of Highland liegt im Südwesten Wisconsins. Der am Mississippi gelegene Schnittpunkt der drei  Bundesstaaten Wisconsin, Iowa und Minnesota liegt rund 110 km nordwestlich; nach Illinois sind es rund 65 km in südlicher Richtung.
Die geografischen Koordinaten des Zentrums der Town of Highland sind 43°03′59″ nördlicher Breite und 90°20′38″ westlicher Länge. Sie erstreckt sich über eine Fläche von 168 km². Die Town of Highland umschließt vollständig die Village of Highland, ohne dass diese der Town angehört. 
Die Town of Highland liegt im Nordwesten des Iowa County und grenzt an folgende Nachbartowns:
| Town of Muscoda (Grant County)     | Town of Pulaski                             | Town of Clyde      |
| Town of Castle Rock (Grant County) | Kompassrose, die auf Nachbargemeinden zeigt | Town of Dodgeville |
| Town of Wingville (Grant County)   | Town of Mifflin                             | Town of Linden     |

## Verkehr
Der Wisconsin State Highway 80 verläuft in Nord-Süd-Richtung durch die Town. Daneben führen durch das Gebiet der Town of Highland noch die County Highways I, P, und Q. Alle weiteren Straßen sind untergeordnete Landstraßen sowie teils unbefestigte Fahrwege.
Mit dem Iowa County Airport befindet sich rund 25 km südöstlich ein kleiner Flugplatz. Die nächsten Verkehrsflughäfen sind der Dubuque Regional Airport in Iowa (rund 85 km südwestlich), der Dane County Regional Airport in Wisconsins Hauptstadt Madison (rund 105 km ostnordöstlich) und der Chicago Rockford International Airport (rund 180 km südöstlich).

## Bevölkerung
Nach der Volkszählung im Jahr 2010 lebten in der Town of Highland 750 Menschen in 287 Haushalten. Die Bevölkerungsdichte betrug 4,5 Einwohner pro Quadratkilometer. In den 287 Haushalten lebten statistisch je 2,6 Personen. 
Ethnisch betrachtet setzte sich die Bevölkerung zusammen aus 98,0 Prozent Weißen, 0,3 Prozent Afroamerikanern, 0,5 Prozent Asiaten sowie 0,7 Prozent aus anderen ethnischen Gruppen; 0,5 Prozent stammten von zwei oder mehr Ethnien ab. Unabhängig von der ethnischen Zugehörigkeit waren 1,7 Prozent der Bevölkerung spanischer oder lateinamerikanischer Abstammung. 
26,6 Prozent der Bevölkerung waren unter 18 Jahre alt, 58,9 Prozent waren zwischen 18 und 64 und 14,5 Prozent waren 65 Jahre oder älter. 47,2 Prozent der Bevölkerung war weiblich.
Das mittlere jährliche Einkommen eines Haushalts lag bei 61.776 USD. Das Pro-Kopf-Einkommen betrug 25.998 USD. 6,6 Prozent der Einwohner lebten unterhalb der Armutsgrenze.

## Ortschaften in der Town of Highland
Neben Streubesiedlung existiert in der Town of Highland keine weitere Siedlung.